# Lasiomyrma gracilinoda
Lasiomyrma gracilinoda is een mierensoort uit de onderfamilie van de Myrmicinae. De wetenschappelijke naam van de soort is voor het eerst geldig gepubliceerd in 2000 door Terayama & Yamane.